# Psectra fasciata
Psectra fasciata är en insektsart som först beskrevs av Peter Esben-Petersen 1928. 
Psectra fasciata ingår i släktet Psectra och familjen florsländor. Inga underarter finns listade i Catalogue of Life.